# BLU-91/B
BLU-91/B je protivtenkovska kasetna mina koja je  namenjena za uništavanje (izbacivanje iz stroja) vozila guseničara i točkaša protivnika. Mina je usvojena u naoružanje 1975, ali serijska proizvodnja je počela tek 1979. godine.

## Opis
Protivtenkovska mina BLU-91/B namenjena je za uništavanje lako oklopljena vozila guseničara kao i točkaša. Gubitke vozilima protivnika nanosi probijanjem dna vozila kumulativnim mlazom i prskanjem istopljenom količinom dela oklopa koji se javlja kao posledica probijanja dna kumulativnim mlazom i gelerima koji nastaju nakon aktiviranja projektila borbenog kompleta tenka (prema tekstu Operativnog uputstva Armije SAD FM-20-32).
Ulazi u sastav sistema za daljinsko miniranje VOLCANO.
U kasetu M87 smešta se 5 mina BLU-91/B i 1 protivpešadijska mina BLU-92/B. Sredstvo kojim se mina postavlja na potrebnu površinu je minopolagač (4 kontejnera i upravljački blok) na kamionu, guseničnom transporteru M548 ili helikopteru UH-60 Black Hawk.
Takođe, sastavni je deo vazduhoplovnog sistema za miniranje “Gator”. U kasetnu avio bombu (KAB) CBU-89/B smešteno je 72 BLU-91/B mine + 22 protivpešadijske BLU-92/B, a u kasetu CBU-78/B smešteno je 45 BLU-91/B mine + 15 protivpešadijskih BLU-92/B.
Bombe se mogu vešati na avionima A-10, F-4, F-15E, F-16, F-111, B-52, A-6, A-7, F-18, AV-8B. Količina kasetnih koje će se vešati zavisi od tipa aviona. Tako na primer na F-4 se može postaviti do 22 bombe. Šest kasetnih CBU-89/B minira prostor dimenzija 650 x 200 m. Daljina isporučivanja može dostići 2400 metara. Mine BLU-91/B, prilikom primene u avionskom sistemu miniranja “Gator”, smeštene su u lagano metalno kućište koje obezbeđuje ravnomerno raspoređivanje mina na površini nakon otvaranja kasetne avio bombe u letu.
Vreme bojeve sposobnosti mine ograničeno je na 4 časa, 48 časova ili 15 dana, nakon čega dolazi do samolikvidacije mine. Rok bojeve sposobnosti namešta operator pre početka miniranja kada su mine još u nosaču. Do eksplozije mine dolazi pod uticajem magnetnog polja vozila na upaljač. Vreme usporenja je postavljeno tako da se eksplozija desi kada vozilo bude sredinom svoga tela iznad mine. Sve mine su opremljene elementima koji ne dozvoljavaju deaktiviranje i pomeranje mine (premeštanje, diranje, okretanje, podizanje). Upaljač je nekontaktni elektromagnetni i sastavni je deo konstrukcije mine. Mina se ne može deaktivirati.

## Literatura
- (језик: руски) Инженерные боеприпасы. Руководство по материальной части и применению. Книга первая. -М.: Военное издательство МО СССР, 1976.

## Spoljašnje veze
- (језик: енглески) Kratak opis kasetne avio bombe BLU-91/B
- (језик: енглески) Opis sistema Gator koji izbacuje ove bombice